# 愛知県道417号高松田原線
愛知県道417号高松田原線（あいちけんどう417ごう たかまつたはらせん）は、愛知県田原市内を通る元一般県道である。現在は主要地方道たる愛知県道28号田原高松線の一部に統合されている。

## 概要

### 路線データ
- 起点：愛知県渥美郡赤羽根町高松（現・田原市高松町）
- 終点：愛知県渥美郡田原町大久保（現・田原市大久保町）
- 延長：約4.3km

## 沿革
- 1994年（平成6年）4月1日：愛知県道28号田原赤羽根線（現・田原高松線）に統合

## 地理

### 通過する自治体
- 愛知県
  - 渥美郡
    - 赤羽根町
    - 田原町

### 交差する道路
- 旧愛知県道2号伊良湖岬白須賀線：現国道42号（表浜街道）（高松一色交差点）
- 国道259号（田原バイパス、大久保南交差点）
- 国道259号（旧道（田原街道）、大久保交差点）

### 沿線・周辺
- 愛知県立渥美農業高等学校